# 昂坦圣路易堂
昂坦圣路易堂（法語：Église Saint-Louis d'Antin）是一座罗马天主教教堂，位于巴黎第九区科马丹路63号，属于天主教巴黎总教区。

## 历史
1783年，国王路易十六决定兴建在巴黎昂坦区兴建一座嘉布遣会修道院，建筑风格为新古典主义。 
在法国大革命期间，嘉布遣会遭驱逐，修院被废弃。1795年成为供奉圣路易的小堂。1802年，圣路易小堂成为堂区教堂。1871年8月5日，普鲁斯特在此受洗。康多赛中学就在隔壁，它位于修道院的旧址，革命后收归国有。

## 活动
圣路易堂区包括附近的百货公司（春天百货、老佛爷百货公司），以及圣拉扎尔车站。